# Цапар
Цапар (на македонска литературна норма: Цапар) е антично укрепено селище край щипското село Крупище, Северна Македония.
Цапар е разположено на рид на 2 km източно от Крупище. На върха на рида има останки от акропол, а около него тераса с жилища, обхваната от висока каменна стена. Датира от класическата античност.